# ثرور
ثرور (Thrór) ( پیشینه آردا 2542   - 2790) پادشاه قوم دورین بود. زندگی او ترکیبی از موفقیتی بزرگ و فاجعه ای ویرانگر بود.وی در ارد میترین (کوههای خاکستری) ، به عنوان فرزند ارشد داین اول به دنیا آمد . برادرانش فرور و گرور نیز در آنجا به دنیا آمدند. 
هنگامی که پدرش در سال 2589 توسط یک اژدهای یخی کشته شد. ،ثرور به عنوان فرزند ارشد به پادشاهی رسید .برادرش فرور نیز توسط اژدها کشته شد. 
در سال بعد ثرور و بسیاری از مردمش کوه های خاکستری را وداع گفتند و به سوی اره بور عازم شدند . در اره بور مردم او را پادشاه خواندند و پادشاهی دوباره ای را شروع کردند. با این حال تعدادی از مردم دورین به دنبال برادر ثرور یعنی گرور راهی تپه های آهنین   شدند. 
پسر ثرور ، تراین دوم ، و نوه هایش در دوران پادشاهی وی در اره بور به دنیا آمدند. در آنجا مردم دورین به شدت ثروتمند شدند ، اما موفقیت آنها توجه اژدهای قدرتمندی به نام اسماگ را جلب کرد. اسماگ در سال 2770 به اره بور حمله کرد و پس از کشتن بسیاری از مردم ، آنجا را به اشغال خود درآورد .با این حال ثرور ، تراین ، نوه هایش و چندی از مردمش موفق به فرار شدند. 
پس از آن ثرور و مردمش در خارج از سرزمینشان سرگردان شدند و به طور وحشتناکی فقیر و بی سرپناه شدند. در 2790، زمانی که آنها در دانلند زندگی می کردند  ،ثرور قصد سفر به موریا را کرد و به همراه نار بدانجا سفر کرد اما پیش از سفر نقشه و کلید راه مخفی اره بور به همراه آخرین حلقه ی دورفی را به پسرش داد.ثرور در آنجا توسط آزوگ حرمت شکن اسیر شد که او را شکنجه و سرش را قطع کرد. جسد وی از دروازه شرقی بیرون انداخته شد ، و روی سر او نوشته شده بود این شروع جنگ دورف ها و اورک ها است. 
تالکین نام ثرور را از کوتوله های نورس کهن به نام órór ، به معنای شکوفایی ، مشتق به سعادت Thrór بدست آورد. 
ثرور در  فیلم هابیتکه توسط پیتر جکسون کارگردانی شد و توسط جفری توماس به تصویر کشیده شده است اما او در آن صحبت نمی‌کند. در این نسخه ، آزوگ او را در نبرد ازانولبیزارسر می زند.

### دیگر منابع
- مردمان سرزمین میانه : "ساخت ضمیمه A" ، "(IV) قوم دورین".
- بازگشت پادشاه ، پیوست الف ، (III) "قوم دورین".